# Ordonnance cabochienne
L'Ordonnance cabochienne a été promulguée par Charles VI en 1413.
Au cours de la guerre civile entre Armagnacs et Bourguignons et de la guerre de Cent Ans, une faction pro-bourguignonne, les Cabochiens, prend le contrôle de Paris au printemps 1413 et impose l'ordonnance cabochienne. Cette ordonnance reprend les principes de la grande ordonnance de 1357 et instaure une monarchie contrôlée. Elle a une application de courte durée : effrayés par les exactions des Cabochiens, les Parisiens appellent au secours les Armagnacs qui reprennent le contrôle de la capitale en août 1413.
L'ordonnance est cassée le 5 septembre 1413.